# Chelsea Girls
Chelsea Girls es una película experimental underground realizada en el año 1966 y dirigida por Andy Warhol y Paul Morrissey. La película fue el primer éxito comercial importante de Warhol después de una larga línea de películas de arte de vanguardia (tanto de cortos como de largometrajes). Se rodó en el Hotel Chelsea y otras locaciones de Nueva York, y cuenta la vida de varias de las mujeres jóvenes que viven allí, y está protagonizada por muchas de las Warhol superstars. Se presenta en una pantalla dividida, acompañada por bandas sonoras alternas en cada escena y una alternancia entre blanco y negro y Fotografía en color. El original tiene poco más de tres horas de duración.
El título, Chelsea Girls, es una referencia a la ubicación en qué la película tiene lugar. Fue la inspiración para el álbum Chelsea Girl (1967), debut como solista de la artista Nico, el cual tenía una balada homónima escrita sobre el hotel y sus habitantes quiénes aparecen en la película.

## Reparto
El reparto de la película está compuesto en gran parte de personas que se representan a sí mismas, y se acreditan como tal:
- Brigid Berlin
- Nico
- Ondine
- Ingrid Superstar
- Randy Bourscheidt
- Angelina 'Pepper' Davis
- Christian Aaron Boulogne
- Mary Woronov
- Ed Hood
- Ronna
- International Velvet
- Rona Page
- Rene Ricard
- Dorothy Dean
- Patrick Fleming
- Eric Emerson
- Donald Lyons
- Gerard Malanga
- Marie Menken
- Arthur Loeb
- Mario Montez

## Producción
De acuerdo con el guionista Ronald Tavel, Warhol presentó por primera vez la idea para la película en la trastienda de Max's Kansas City, club nocturno favorito de Warhol, durante el verano de 1966. En Ric Burns una película documental de Andy Warhol, Tavel recordó que Warhol tomó una servilleta, dibujó una línea por la mitad y escribió 'B' y 'W' en los lados opuestos de la línea; a continuación se lo enseñó a Tavel, explicándole: «quiero hacer una película larga, todo negro en un lado y todo blanco en el otro». Warhol se refería al concepto visual de la película, así como al contenido de las escenas presentadas.
La película se rodó en el verano y principios de otoño de 1966 en varias habitaciones y salas dentro del Hotel Chelsea, incluso así, contrariamente al título de la película, René Ricard era el único poeta de hecho que vivía en aquella época allí. Fue filmada también en el estudio de Warhol The Factory. Aparecen en la película muchos de los clientes habituales de Warhol, incluyendo a Nico, Brigid Berlín, Gerard Malanga, Mary Woronov como Hanoi Hannah, Ingrid Superstar, Eric Emerson y International Velvet. De acuerdo con el documental Burns, Warhol y sus compañeros completaron un promedio de un segmento de 33 minutos por semana.
Una realizada las fotografías principales, Warhol y el codirector Paul Morrissey seleccionaron las doce más llamativas viñetas que habían filmado y entonces las proyectaron lado-por-lado para crear una yuxtaposición visual de ambas imágenes contrastadas y de contenido divergente -el llamado «blanco» o la luz y los aspectos de la vida inocente contra el «negro» u oscuro y los aspectos más inquietantes o perturbadores-. Como resultado, el tiempo de ejecución de 6 horas y media fue cortado a la mitad, esencialmente a 3 horas y 15 minutos. Todavía así, parte del concepto de Warhol para la película era que fuera diferente a ver una película regular, ya que los dos proyectores nunca pudieron conseguir la sincronización exacta para ver la visualización; por tanto, a pesar de instrucciones concretas de donde las secuencias individuales serían mostradas durante el tiempo de ejecución, cada visión de la película, en esencia, fue una experiencia totalmente diferente.
Muchas de las secuencias han llegado a alcanzar un estado de culto, sobre todo la secuencia del «Papa», con el actor de vanguardia y poeta Robert Olivo, o Ondine, así como un segmento con Mary Woronov titulado «Hanoi Hannah» una de las dos partes de la película con guion específicamente hechas por Tavel.
Cabe destacar que falta una secuencia que Warhol filmó con su más popular superstar Edie Sedgwick, y que según Morrissey, Warhol retiró de la película final ante la insistencia de Sedgwick, que afirmó que estaba bajo contrato con el mánager de Bob Dylan, Albert Grossman, en el tiempo que se realizó la película. Las imágenes de Sedgwick fueron utilizadas en otra película de Warhol; Afternoon.

### Cartel
La chica del cartel usado para promocionar la película es Clare Shenstone, entonces una aspirante a artista de 16 años quien más tarde sería influida por Francis Bacon. Con su creatividad y erotismo este cartel de Chelsea Girls captura la esencia de la película. Fue diseñado para el estreno de la película en Londres por artista gráfico Alan Aldridge. Warhol estaba completamente feliz con el diseño y comentó que  «deseaba que la película fuera tan buena como el cartel».

## Recepción de la crítica
A pesar de que la película obtuvo el éxito más comercial de las películas de Warhol, la reacción a ella estuvo mezclada. En el Reino Unido se le negó un certificado teatral en 1967 por el British Board of Film Classification.
Roger Ebert revisó la película en junio de 1967, y tuvo una respuesta negativa a la misma, otorgándole una estrella de cuatro. En su revisión de la película,  declaró "...lo que tenemos aquí son 3 horas y media de improvisación en una pantalla partida mal fotografiada, apenas editada, empleando perversión y sensación como la salsa de chile disfraza el aroma de la comida. Warhol no tiene nada que decir y ninguna técnica para decirlo. Sencillamente quiere hacer películas, y lo hace: horas y horas de ellas."
Kenneth Baker de la San Francisco Chronicle examinó la película en honor de su proyección en el área de Bahía del San Francisco el 2002, y dio a la película una revisión positiva, declarando "La tiranía de la cámara es la opresión a los registros de Chelsea Girls que impone. No es de extrañar que todavía parece radical, a pesar de todo lo que hemos visto en la pantalla y fuera desde 1966."
Jonathan Rosenbaum también da a la película una revisión positiva, declarando que "los resultados son a menudo fascinantes; la yuxtaposición de dos imágenes de la película a la vez, le da al espectador una cantidad inusual de libertad en lo que concentrarse y sobre qué hacer con estos diversos itntérpretes."
TV Guide revisó la película en diciembre de 2006, concediéndole cuatro estrellas, y calificándola como "fascinante, provocativa, y hilarante" y "una película cuya importancia como una declaración cultural de 1960 es mayor que cualquier valor intrínseco que  pueda tener como película."
La reseña de películas de internet Rotten Tomatoes tiene la película clasificada como 67% "fresca", o positiva, de los nueve comentarios recogidos.

## Disponibilidad

### Formato doméstico
Chelsea Girls es muy difícil de conseguir en formato de vídeo doméstico La película pertenece a la Fundación Andy Warhol  y que junto con otras películas de él  -aparte de una parte de sus pruebas de pantalla, que han sido liberados en DVD-, nunca se han visto liberaciones de vídeo doméstico en los Estados Unidos. En Europa, sin embargo, un grupo de las películas de Warhol estuvieron liberadas en DVD, incluyendo una impresión efímera en DVD de Chelsea Girls qué estuvo disponible en Italia por algún tiempo. Esto impresión de DVD italiana, que es el único lanzamiento oficial en vídeo doméstico de la película, fue lanzado el 16 de septiembre de 2003.

### Proyecciones de museo
Mientras la película no está disponible para la compra personal, a menudo se proyecta en museos de arte, y ha sido mostrada en El Museo de Arte Moderno -que posee una impresión rara de los rollos de película-, así como en El Museo de Andy Warhol en Pittsburgh, Pensilvania. La película se proyectó en San Francisco por primera vez en casi veinte años en el Castro Theatre en abril de 2002. Una selección también se realizó el 21 de mayo de 2010 en el Museo de Arte de Seattle. Fue presentada en el Varsity Theater en Chapel Hill, Carolina del Norte el 18 de noviembre de 2010 por The Ackland Art Museum and The Interdisciplinary Program in Cinema de La Universidad de Carolina del Norte en Chapel Hill. Una visión estuvo hecha en el High Museum of Art en Atlanta, Georgia el 5 de noviembre de 2011 como parte de sus Masters of Modern Film series.